# Aéroport de Webequie
L'aéroport de Webequie est un aéroport situé en Ontario, au Canada.

## Annexe